# 올하 조우니르
올하 보흐다니우나 조우니르(우크라이나어: О́льга Богда́нівна Жо́внір, 1990년 9월 4일~)는 우크라이나의 펜싱 선수로 주 종목은 사브르이다. 2008년 하계 올림픽 여자 사브르 단체전 금메달을 획득했으며 세계 선수권 대회에서 금메달 1개, 은메달 3개, 동메달 1개를 획득했다.